# Subnautica
Subnautica és un videojoc de món obert i d’acció i aventura. El jugador haura de sobreviure en el planeta alienígena 4546B. El mapa es troba majoritàriament cobert per l'aigua, a excepció d'unes illes. El jugador podra recol·lectar recursos de l'oceà.
Subnautiva va ser desenvolupat per Unknown Worlds Entertainment. Va ser anunciat el desembre del 2013 i la primera versió va sortir un any més tard, el desembre del 2014. A través d'aquests anys, el joc s'ha estat actualitzant i també ha arribat en altres consoles. Fins al 2020 es va vendre més de 5 milions de còpies i van treure una seqüela, Subnautica Below Zero.

## Argument[calcitació]
Ryley Robinson haurà de sobreviure en el planeta 4546B. Allà descobrirà una antiga civilització alienígena destruïda per un bacteri anomenada Kharaa. L'objectiu del Ryley serà trobar la cura i després marxar del planeta.
L'Aurora, la nau on estava el Ryley és destruïda per una arma alienígena que dispara totes les naus que entrin o surtin del planeta, per crear un confinament. Ryley descobrirà que només pot desactivar l'arma un individu curat del Kharaa, però ell i la resta d'animals del planeta estan infectats del bacteri.
Finalment, en una estació alienígena trobarà un animal capaç de crear enzim 42, que curarà el bacteri. L'individu serà massa vell per produir la cura, però serà capaç de comunicar-se amb el Ryley i li explicarà com salvar els seus 5 ous. Després de néixer les 5 criatures el curaran i distribuiran la cura pel planeta.
Ryley desactivarà l'arma i construirà un coet amb uns plànols que hi havia a l'Aurora, per poder tornar a la terra.

## Sistema de joc
Subnautica és un joc de món obert amb una perspectiva de primera persona. L'objectiu principal és trobar la manera de sovreviure mentre avances en la història.
Per tal de sobreviure es podrà construir bases, eines i submarins. També el jugador podrà millorar el seu equipament. Alguns animals l’atacaran quan el vegin, per defensar-se no podrà fer servir armes de foc, ja que l'equip no volia crear un joc violent.
Depèn del mode de joc que es tria en començar la partida, s’haurà de preocupar per coses com: la gana, l'aigua i l'oxigen. En morir només es perdran els ítems que no es tenien l'últim cop que es va deixar la base, i per defecte es pot morir tants cops com faci falta.
El mapa està submergit sota l'aigua a part de dues illes que podràs explorar. Sota l'aigua es troben diferents biomes, cadascun amb la seva fauna i la seva flora. També et podràs trobar estacions alienígenes i bases d'antics supervivents. Escampat pel mapa hi haurà trossos de la nau Aurora els quals podràs explorar per aconseguir millores.

## Llançament
Subnautica va ser anunciat el 17 de desembre del 2013, tenia com a director i programador principal Charlie Cleveland, i com a productor Hugh Jeremy.
Per fer el videojoc van decidir fer servir el motor d'Unity, ja que, deien que era el que més encaixava en el joc.
La primera versió va sortir el 16 de desembre de 2014, i la versió completa va sortir quatre anys més tard el 23 de gener de 2018.
Es va decidir fer un joc sense armes de foc, el director va descriure el joc com "Un vot cap a un món amb menys armes". Volen que el jugador resolgui els problemes amb solucions més creatives.

## Crítiques
El joc té una valoració positiva.
Metacritic(PC) 87/100